# Willie Marshall
Willie Marshall (Kirkland Lake, Canadá; 1 de diciembre de 1931 – Lebanon, Pensilvania; 2 de junio de 2023) fue un jugador de hockey sobre hielo de Canadá que jugaba en la posición de Centro. Actualmente posee el récord de más goles, más puntos, más asistencias, más hat tricks y más partidos jugados en la American Hockey League en su carrera de más de 20 temporadas.

## Carrera
| 1948–49   | Toronto St. Michael's Majors | OHA       | 32   | 13  | 18  | 31   | 14  | —   | —  | —  | —   | —  |
| 1949–50   | Toronto St. Michael's Majors | OHA       | 48   | 39  | 27  | 66   | 32  | 5   | 6  | 1  | 7   | 10 |
| 1950–51   | Toronto St. Michael's Majors | OHA       | 43   | 29  | 30  | 59   | 20  | 6   | 1  | 1  | 2   | 2  |
| 1950–51   | Guelph Biltmores             | OHA       | 4    | 4   | 3   | 7    | 2   | —   | —  | —  | —   | —  |
| 1951–52   | Charlottetown Islanders      | MMHL      | 84   | 50  | 44  | 94   | 89  | —   | —  | —  | —   | —  |
| 1952–53   | Pittsburgh Hornets           | AHL       | 62   | 27  | 39  | 66   | 58  | 10  | 1  | 8  | 9   | 13 |
| 1952–53   | Toronto Maple Leafs          | NHL       | 2    | 0   | 0   | 0    | 0   | —   | —  | —  | —   | —  |
| 1953–54   | Pittsburgh Hornets           | AHL       | 61   | 28  | 45  | 73   | 41  | 5   | 1  | 4  | 5   | 2  |
| 1954–55   | Pittsburgh Hornets           | AHL       | 46   | 23  | 25  | 48   | 37  | 10  | 9  | 7  | 16  | 6  |
| 1954–55   | Toronto Maple Leafs          | NHL       | 16   | 1   | 4   | 5    | 0   | —   | —  | —  | —   | —  |
| 1955–56   | Pittsburgh Hornets           | AHL       | 58   | 45  | 52  | 97   | 47  | 4   | 2  | 1  | 3   | 0  |
| 1955–56   | Toronto Maple Leafs          | NHL       | 6    | 0   | 0   | 0    | 0   | —   | —  | —  | —   | —  |
| 1956–57   | Hershey Bears                | AHL       | 64   | 35  | 59  | 94   | 18  | 7   | 3  | 7  | 10  | 4  |
| 1957–58   | Hershey Bears                | AHL       | 68   | 40  | 64  | 104  | 56  | 11  | 10 | 9  | 19  | 6  |
| 1958–59   | Rochester Americans          | AHL       | 19   | 7   | 16  | 23   | 6   | —   | —  | —  | —   | —  |
| 1958–59   | Hershey Bears                | AHL       | 37   | 22  | 16  | 38   | 4   | 9   | 5  | 2  | 7   | 0  |
| 1958–59   | Toronto Maple Leafs          | NHL       | 9    | 0   | 1   | 1    | 2   | —   | —  | —  | —   | —  |
| 1959–60   | Hershey Bears                | AHL       | 72   | 38  | 40  | 78   | 99  | —   | —  | —  | —   | —  |
| 1960–61   | Hershey Bears                | AHL       | 56   | 25  | 44  | 69   | 36  | 7   | 3  | 5  | 8   | 2  |
| 1961–62   | Hershey Bears                | AHL       | 70   | 30  | 65  | 95   | 24  | 7   | 0  | 6  | 6   | 0  |
| 1962–63   | Hershey Bears                | AHL       | 72   | 36  | 56  | 92   | 12  | 15  | 3  | 7  | 10  | 10 |
| 1963–64   | Providence Reds              | AHL       | 72   | 33  | 50  | 83   | 18  | 3   | 2  | 3  | 5   | 0  |
| 1964–65   | Providence Reds              | AHL       | 69   | 12  | 44  | 56   | 12  | —   | —  | —  | —   | —  |
| 1965–66   | Providence Reds              | AHL       | 70   | 13  | 27  | 40   | 8   | —   | —  | —  | —   | —  |
| 1966–67   | Baltimore Clippers           | AHL       | 68   | 33  | 56  | 89   | 22  | 9   | 6  | 7  | 13  | 0  |
| 1967–68   | Baltimore Clippers           | AHL       | 51   | 24  | 41  | 65   | 2   | —   | —  | —  | —   | —  |
| 1968–69   | Baltimore Clippers           | AHL       | 74   | 26  | 52  | 78   | 18  | 4   | 1  | 2  | 3   | 0  |
| 1969–70   | Baltimore Clippers           | AHL       | 42   | 9   | 19  | 28   | 0   | 5   | 2  | 2  | 4   | 0  |
| 1970–71   | Baltimore Clippers           | AHL       | 64   | 15  | 40  | 55   | 0   | 6   | 0  | 1  | 1   | 0  |
| 1971–72   | Toledo Hornets               | IHL       | 46   | 15  | 32  | 47   | 2   | —   | —  | —  | —   | —  |
| 1971–72   | Rochester Americans          | AHL       | 10   | 2   | 2   | 4    | 2   | —   | —  | —  | —   | —  |
| 1975–76   | Buffalo Norsemen             | NAHL      | 1    | 0   | 0   | 0    | 0   | —   | —  | —  | —   | —  |
| Total AHL | Total AHL                    | Total AHL | 1205 | 523 | 852 | 1375 | 520 | 111 | 48 | 71 | 119 | 43 |
| Total NHL | Total NHL                    | Total NHL | 33   | 1   | 5   | 6    | 2   | —   | —  | —  | —   | —  |

## Logros

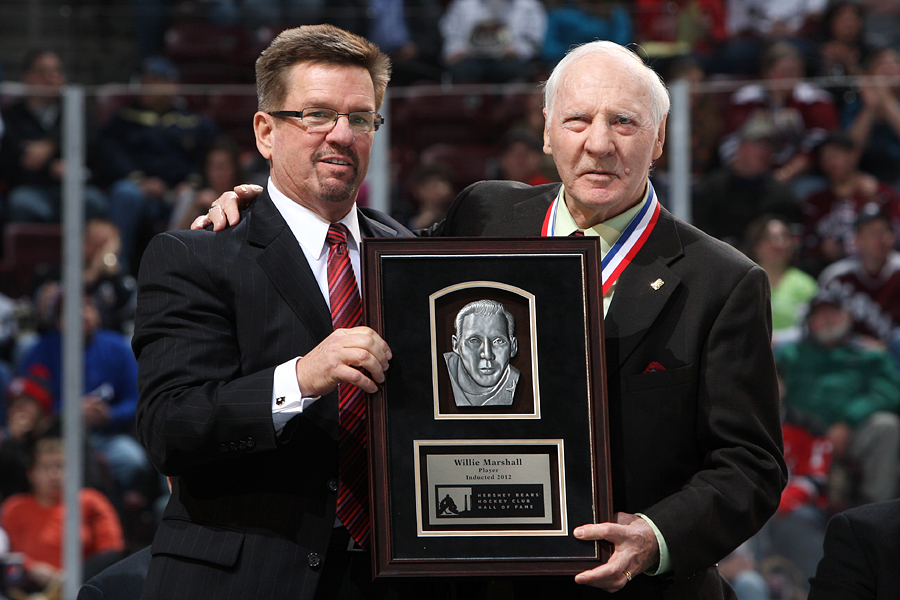
Marshall (derecha) cuando fue introducido al Salón de la Fama de los Hershey Bears en 2012.

- Campeón de la Calder Cup (1955, 1958, 1959)
- Primer Equipo AHL All-Star (1956, 1958)
- Segundo Equipo AHL All-Star (1962)
- John B. Sollenberger Trophy (1958)
- AHL Hall of Fame (2006)
- Hershey Bears Hall of Fame (2012)

## Tras el retiro
Marshall se convirtió en un autor que se dedicó a escribir poesía cristiana y libros relacionados con la historia del cristianismo, teología y doctrina. El premio al máximo goleador de la AHL lleva su nombre.